# Jubiläumsmedaille „Zum Gedenken an den 100. Geburtstag von Wladimir Iljitsch Lenin“

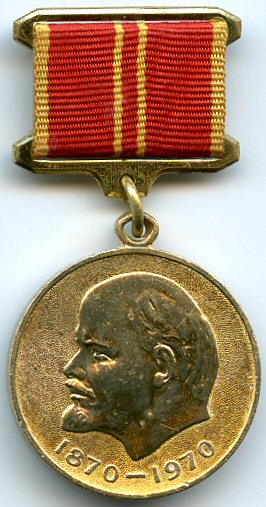
Avers der Medaille

Die Jubiläumsmedaille „Für heldenmütige Arbeit (Für militärisches Heldentum) Zum Gedenken an den 100. Geburtstag Wladimir Iljitsch Lenins“ (russisch Юбилейная медаль „За доблестный труд (За воинскую доблесть) В ознаменование 100-летия со дня рождения Владимира Ильича Ленина“) war eine Auszeichnung der ehemaligen Sowjetunion, welche am 5. November 1969 anlässlich des 100. Geburtstages von Lenin in zwei Abteilungen (militärisch und zivil) sowie einer Sonderausführung für internationale kommunistische Staatsangehörige der Arbeiterbewegung gestiftet wurde. Zu den deutschen geehrten Personen zählte der damalige Minister für Staatssicherheit der DDR Erich Mielke, der die Auszeichnung am 30. April 1970 erhielt, sowie Walter Ulbricht. Die Medaille wurde rund elf Millionen Mal verliehen (etwa neun Millionen zivile und zwei Millionen militärische Auszeichnungen).

## Verleihungsbedingungen
Die Verleihung der Militärkategorie „Für militärischen Heldenmut“ erfolgte an Angehörige der Sowjetarmee, der Seekriegsflotte, der Truppen des Ministeriums für Inneres sowie an Truppen und Organe des Komitees für Staatssicherheit der UdSSR, die im Verlauf der Vorbereitung auf das Jubiläum hervorragende Leistungen in der politischen und der Gefechtsausbildung sowie ferner hohe Ergebnisse bei der Truppenführung und der Erhaltung der Gefechtsbereitschaft erzielt hatten. Gleiche Verleihungsbedingungen waren auf die Zivilkategorie der Medaille „Für heldenmütige Arbeit“ anzuwenden, deren Tätigkeiten im Zuge der Vorbereitungen auf dem zivilen Sektor vollbracht worden sein mussten.

## Aussehen und Trageweise
Das Avers der aus Messing bestehenden Medaille hat einen Durchmesser von 32 mm und zeigt das links blickende Kopfporträts von Lenin sowie die darunter liegende Jahreszahlen der 100. Wiederkehr: 1870–1970. Das Revers der Medaille ist entsprechend der verliehenen Kategorie unterschiedlich gehalten. Die Medaille in der zivilen Ausführung zeigt an ihrem oberen Rand die Umschrift ЗА ДОБЛЕСТНЫЙ ТРУД (Für heldenmütige (heldenhafte) Arbeit) beziehungsweise ЗА ВОИНСКУЮ ДОБЛЕСТЬ („Für militärischen Heldenmut“) in der militärischen Ausführung und darunterliegend das Symbol von Hammer und Sichel. Unter diesen anschließend ist die vierzeilige Inschrift: В ОЗНАМЕНОВАНИЕ / 100-ЛЕТИЯ / СО ДНЯ РОЖДЕНИЯ / В. И. ЛЕНИНА (wörtlich „Zum Gedenken / des 100. Jahrestages / seit dem Geburtstag / von W. I. Lenin“) zu lesen. Darunter befindet sich ein fünfzackiger Stern. Bei der an Walter Ulbricht verliehenen Medaille fehlt die Umschrift und der vierzeilige Text, Hammer und Sichel sowie Stern sind leicht nach oben in die Mitte der Medaille versetzt worden.
Getragen wird die Medaille an der linken oberen Brustseite des Beliehenen über allen anderen Bandorden an einer goldenen Spange, an der ein rotes Band befestigt ist. Der Saum des Ordensbandes besteht aus einem 2 mm breiten goldenen Randstreifen. Zusätzlich wurden in der Bandmitte je zwei 1 mm breite goldene und senkrecht gewebte Mittelstreifen eingewebt, die im Abstand von 2 mm zueinander stehen.